# Amado Azar
Amado Azar (Córdoba, 31 dicembre 1913 – 11 aprile 1971) è stato un pugile argentino.

## Palmarès

### Olimpiadi
- Argento a Los Angeles 1932 nei pesi medi.